# 海倫·海絲
海倫·海絲（英語：Helen Hayes，1900年10月10日—1993年3月17日），美國女演員，曾獲得1932年奧斯卡最佳女主角獎以及1969年的奥斯卡最佳女配角奖。号称美国戏剧界的第一夫人，除了奥斯卡奖外，她还荣获托尼奖、格莱美奖以及艾美奖，是第一个赢得表演奖大满贯的人。海伦活跃的年代差不多横跨了整个20世纪，从9岁登台到80岁时出现在电视上。不过她的主要声望还是建立在百老汇的舞台上，相比电影她更喜欢舞台和广播，40年代和50年代时她很少接拍电影角色。

## 生平
海伦的母亲是一名女演员，她可以说是一位性情中人。前几天还兴高采烈地到处旅游，后面就把自己关在屋里喝酒，抱怨人生无趣。在母亲的鼓励下，海伦童年时就参与剧院演出。九岁时她登台百老汇，一名评论家说“我们从没在她的同龄人中见过这么拔尖的人物”，小小年纪就有了很大的名气，这也带给海伦不少的压力。海伦后来嫁给了剧作家MacArthur，30年代她跟随丈夫来到了好莱坞，她的丈夫成为了米高梅的编剧。由此她开始了自己的电影生涯，并且因为电影《戰地晴天》获得了1932年的奥斯卡最佳女主角奖。在电影中，跟海伦演对手戏的搭档包括著名影星加里·库珀、克拉克·盖博、詹姆斯·斯图尔特以及弗雷德·阿斯泰尔等人。不过，即使如此她还是觉得舞台才是自己的家。她认为在电影中，导演和剪辑才是占据主导因素的人。40年代中，海伦在美国各地表演戏剧，然而1949年时发生了惨剧。海伦19岁的小女儿死于小儿麻痹症。从那以后，海伦的丈夫开始酗酒并且很快去世。1970年，她因为电影国际机场获得了奥斯卡最佳女配角奖。1993年，海伦死于纽约的家中。她对自己的职业生涯总是很谦虚，经常说“我不过是争取做到最好罢了”。

## 演出
- 《戰地晴天》（The Sin of Madelon Claudet）
- 《真假公主》 (Anastasia)
- 《九霄驚魂》 (Airport)